# Городиське (Бучацьке) Євангеліє
Городиське (Бучацьке) Євангеліє — рукописна книга-пам'ятка XIII ст., написана на пергаменті давньо-слов'янською мовою києво-руської редакції, кириличним уставом. Видатна пам'ятка української мови та мистецтва. Має 160 аркушів, текст — традиційне Євангеліє. Оздоблене кольоровими плетінчастими рослинно-геометричними ініціалами.
У XV ст. подарована Городиському монастиреві на Волині, потім — потрапила до Бучацького монастиря на Тернопільщині, звідси — її друга назва: Бучацьке Євангеліє. Від початку XX століття — в бібліотеці митрополита Андрея Шептицького.
Нині зберігається у Львівському музеї українського мистецтва.
Описане в працях: Іларіона Свєнціцького — «Бучацьке Євангеліє, палеографічний опис» (1911 р.), Олександра Колесси — «Південноволинське Городище і городиські рукописні пам'ятки XII—XVI вв.» (1923 р.).
Городиське (Бучацьке) Євангеліє, в якому наявна специфіка української вимови, зокрема, і замість е (-ѣ) у новозакритих складах, оздоблене кольоровою рослинно геометричною орнаментацією.

## Видання
- Євангеліє Бучацьке ХІІ-ХІІІ ст.: старослов'янською та українською мовами / упоряд. Д. В. Степовик; пер.: В. Німчука, Ю. Осінчука. — нове вид. — Київ: Дніпро, 2016. — 344 с.
- Бучацьке Євангеліє ХІІ–ХІІІ ст. / Відп. ред. В. В. Німчук, підгот. до видання Ю. В. Осінчук. — К.: Видавничий дім Дмитра Бураго, 2017. (Серія «Пам'ятки української мови»). — 360 с. — ISBN 978-966-489-437-8